# Pteridryaceae
Pteridryaceae, nekadašnja porodica paprati (Pteridophyta) u redu Polypodiales opisana tek 2018. godine u koju su uklopljeni rodovi izdvojeni iz porodice Tectariaceae, ali se danas vodi kao sinonim za Tectariaceae Panigrah
Tipični rod Pteridrys raširen je po jugoistočnoj Aziji

## Rodovi
1. Draconopteris Li Bing Zhang & Liang Zhang (1 sp.)
2. Malaifilix Li Bing Zhang & Schuettp. (1 sp.)
3. Polydictyum C. Presl (4 spp.)
4. Pteridrys C. Chr. & Ching  (22 spp.)